# 服部秀人
服部 秀人（はっとり ひでと、旧姓：福井、1951年12月29日 - ）は、愛知県出身の元ハンドボール選手（GK）、指導者。幻の1980年モスクワオリンピックハンドボール全日本男子代表。

## 来歴
中京高校（現中京大学附属中京高等学校）、中京大学出身。
卒業後、湧永製薬に入社。同社ハンドボール部（ワクナガレオリック）に所属。
全日本では、1978年デンマークで行われた世界選手権代表、1980年のモスクワ五輪、1982年西ドイツで行われた世界選手権代表に選ばれている。
また指導者としても活躍、1988年から1990年まで湧永監督を務めた。